# مالكوم سميث (متسابق دراجات نارية)
مالكوم سميث (بالإنجليزية: Malcolm Smith)‏ هو متسابق دراجات نارية أمريكي وكندي، ولد في 9 مارس 1941 في جزيرة سولت سبرينغ ‏ في كندا.

## وصلات خارجية
- مالكولم سميث على موقع IMDb (الإنجليزية)